# ویلی مولتائوپ
ویلی مولتائوپ ((به آلمانی: Willi Multhaup); ۱۹ ژوئیهٔ ۱۹۰۳ – ۱۸ دسامبر ۱۹۸۲) مربی فوتبال اهل آلمان بود.
وی همچنین باشگاه فوتبال بروسیا دورتموند را به قهرمانی جام برندگان جام اروپا در سال ۱۹۶۶، رساند.